# Carl Schweninger il Giovane

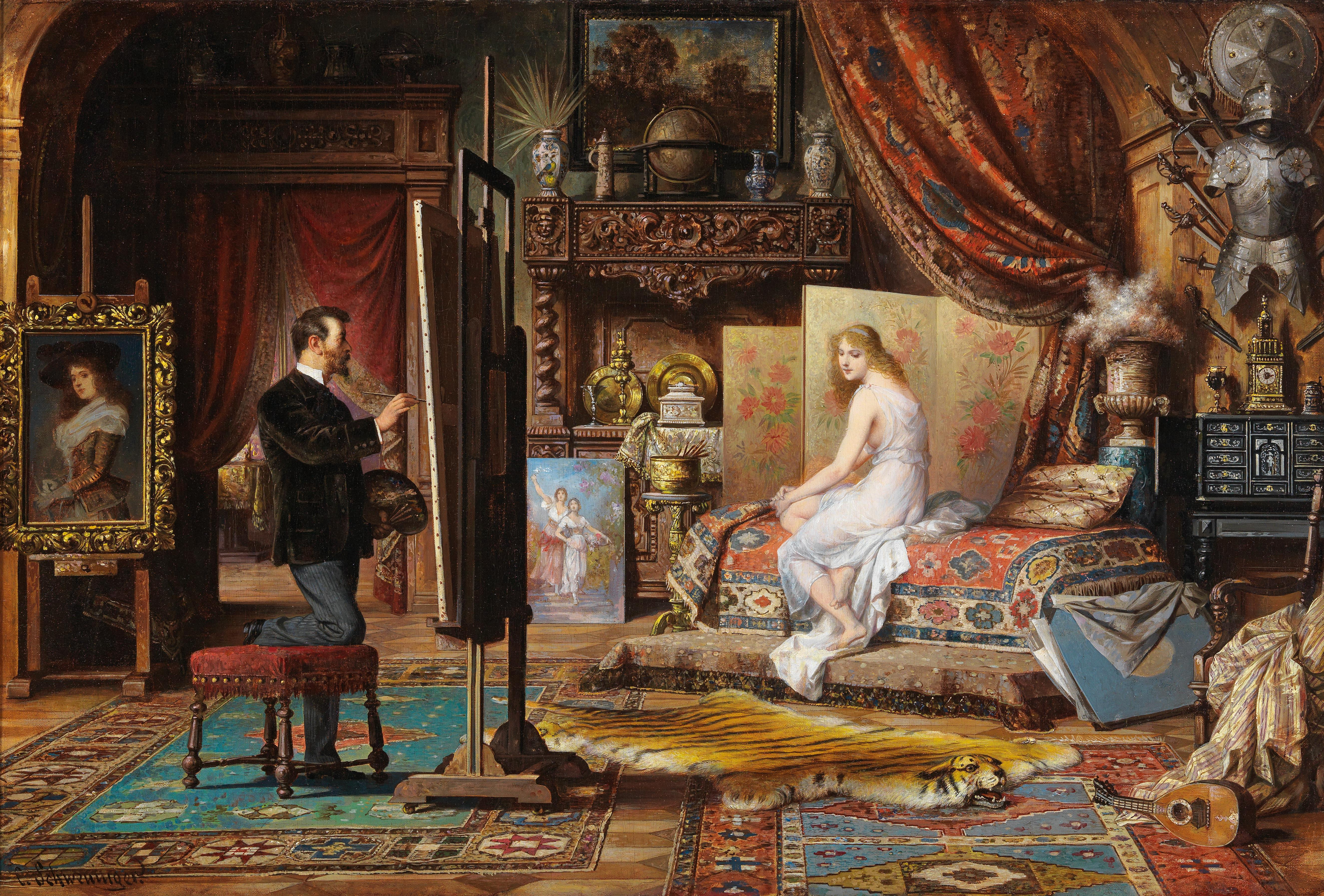
Der Maler und sein Modell

Carl Schweninger il Giovane (in tedesco Carl Schweninger der Jüngere; Vienna, 17 maggio 1854 – Vienna, 27 dicembre 1912) è stato un pittore austriaco.

## Biografia
Carl Schweninger nacque a Vienna, nell'impero austro-ungarico, da una famiglia di artisti viennesi. Egli era il figlio di Carl Schweninger il Vecchio e il fratello della pittrice Rosa Schweninger. Imparò a dipingere dapprima presso suo padre, quindi studiò dal 1871 al 1873 presso Karl Mayer alla scuola generale di pittura dell'accademia di belle arti di Vienna. Dopo aver completato i suoi studi, partì per un viaggio in Germania, dove continuò i suoi studi all'accademia delle belle arti di Monaco.

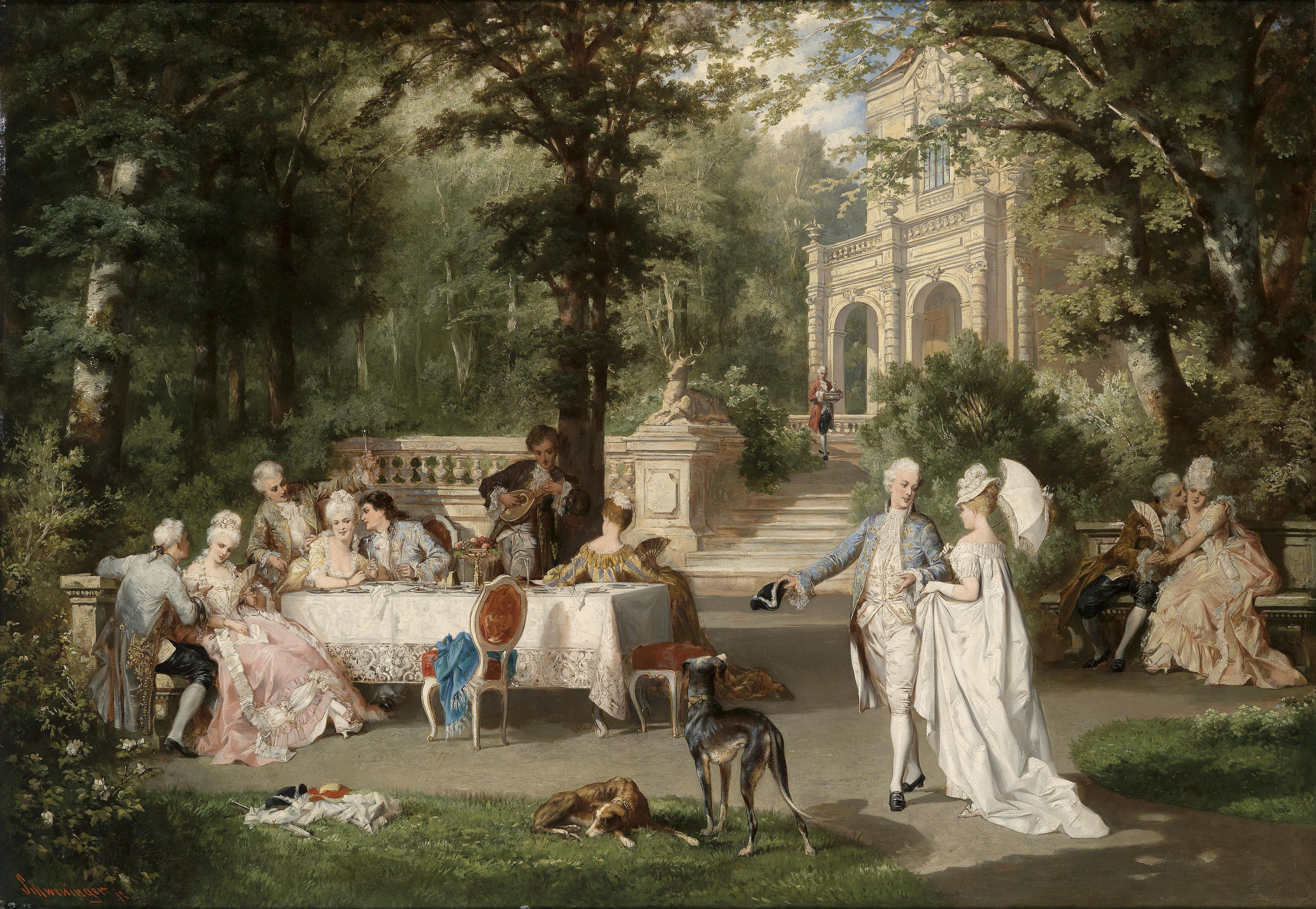
Galante Gesellschaft im Schloßpark

Nel 1863, egli espose la sua opera Der Taschenspieler alla mostra internazionale d'arte svoltasi nel palazzo di vetro di Monaco.
Carl Schweninger dipinse per lo più delle scene di genere rococò. Molte delle sue tele sono state pubblicate in riviste quali Die Gartenlaube, Ueber Land und Meer e Moderne Kunst. Egli scolpì anche qualche scultura.
Schweninger realizzò delle illustrazioni per accompagnare le poesie di alcuni poeti tedeschi, come O lieb’ so lang Du lieben kannst di Ferdinand Freiligrath e Der Trompeter von Säckingen di Joseph Victor von Scheffel.

## Galleria d'immagini

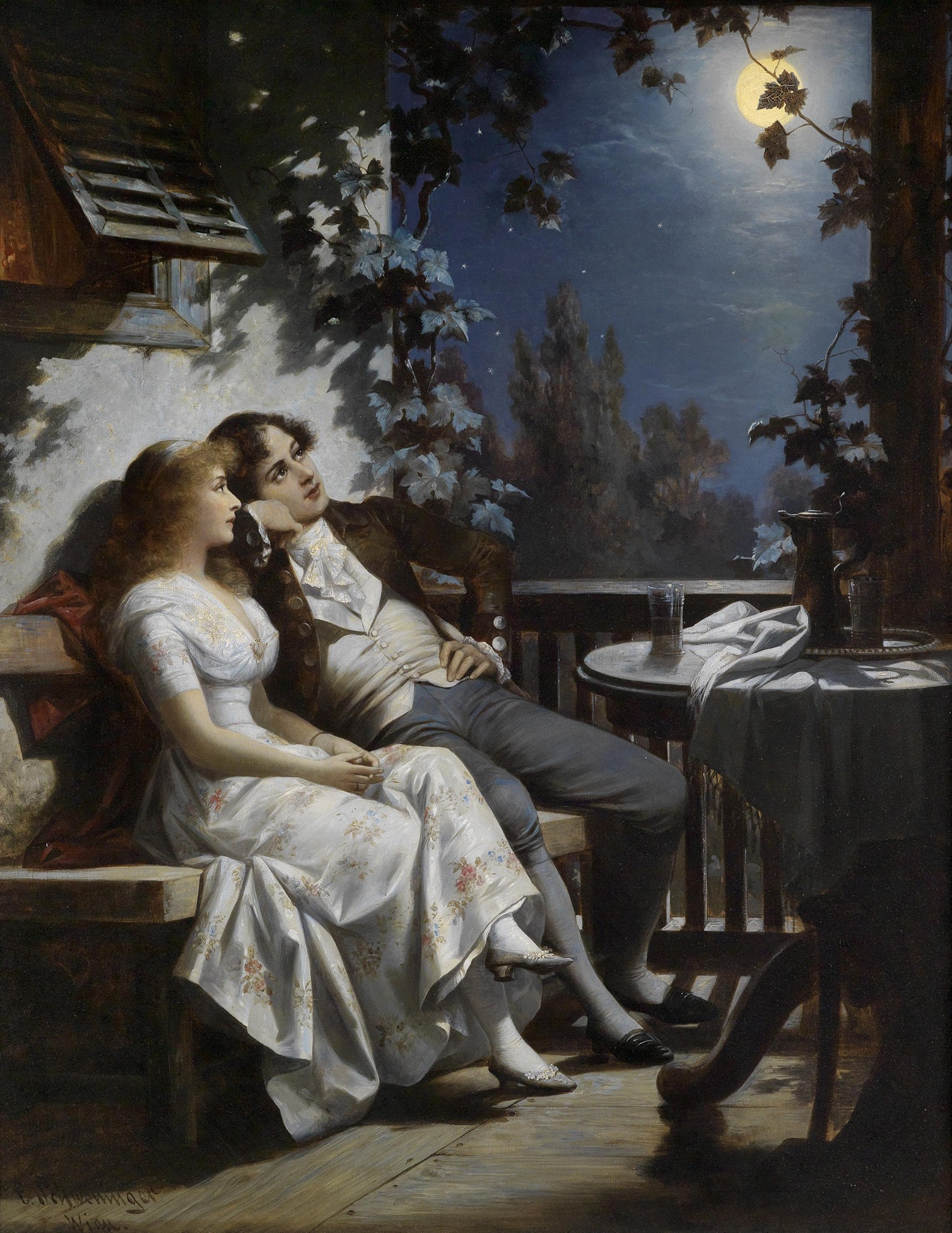
Liebespaar im Mondschein
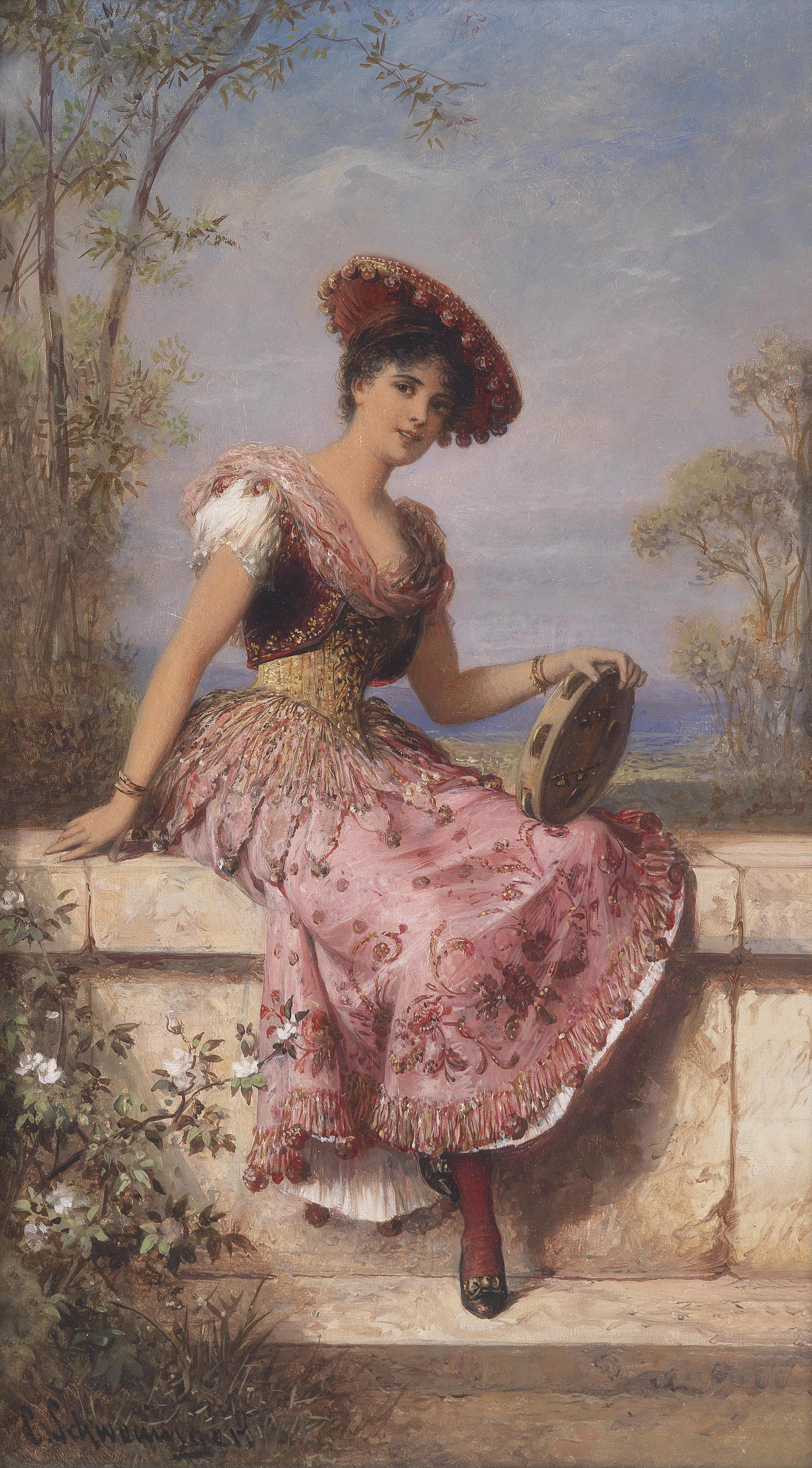
Junge Tamburinspielerin
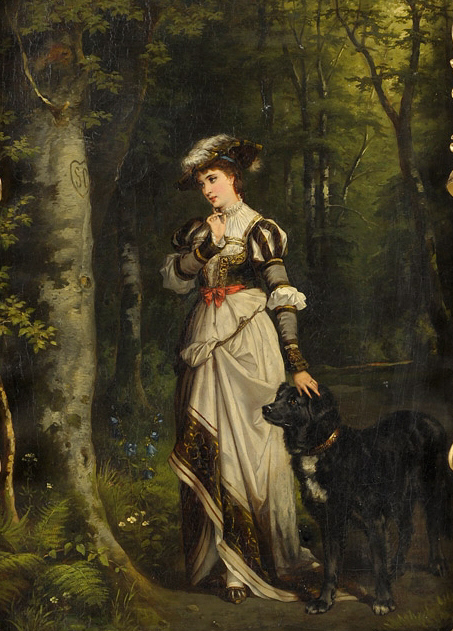
Für immer vereint
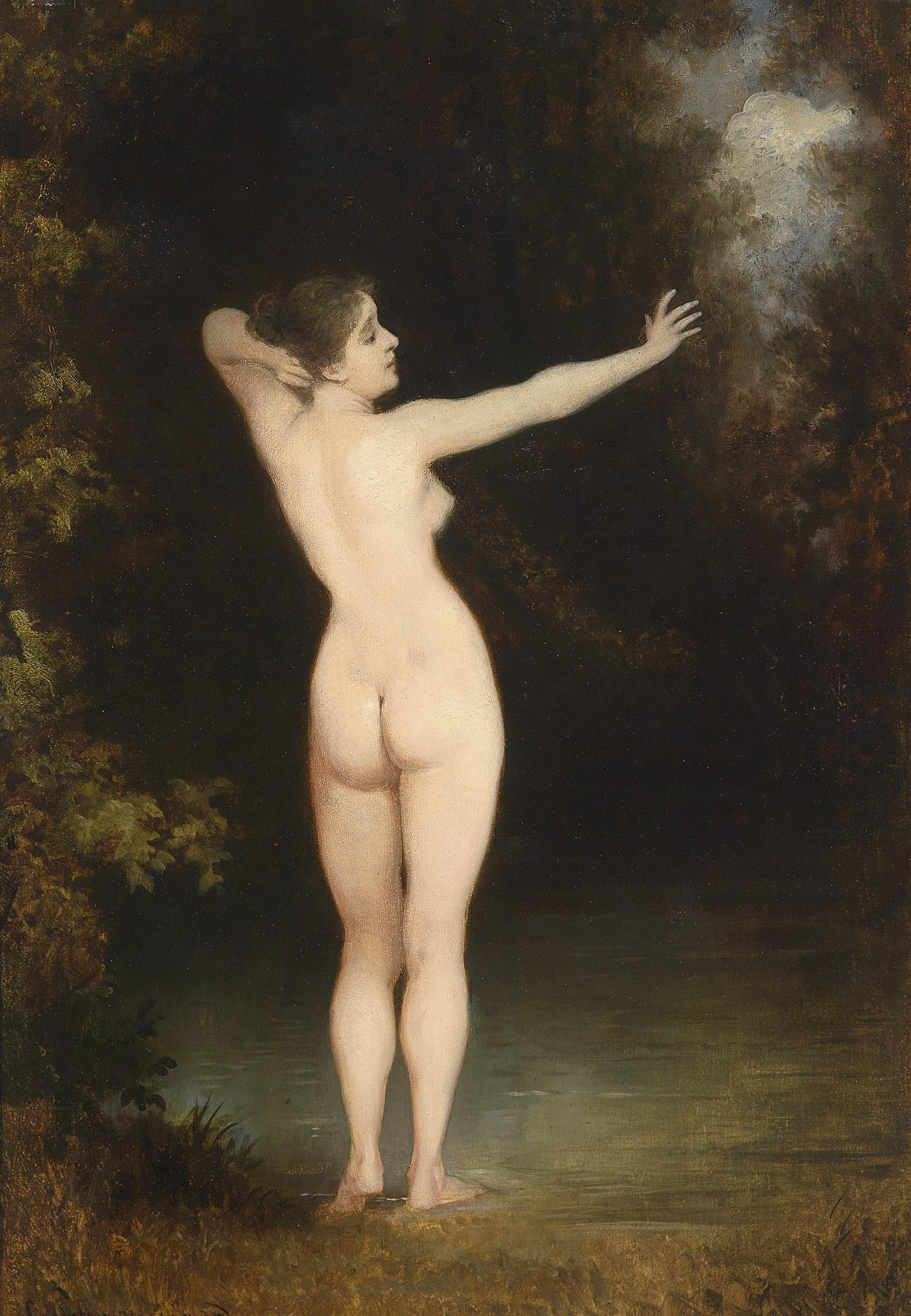
Stehender Frauenakt